# Кошковце
Кошковце або Кошківці (словац. Koškovce) — село в Словаччині, Гуменському окрузі Пряшівського краю. Розташоване в північно-східній частині Словаччини в Низьких Бескидах в долині Лабірця.
Уперше згадується у 1543 році.
У селі є римо-католицький костел з 1584 року в стилі ренесансу, у 17 столітті перебудований в стилі бароко, у кінці 18 століття перебудований в стилі класицизму.

## Населення
| Рік:            | 1993 | 2003    | 2013    | 2023     |
| --------------- | ---- | ------- | ------- | -------- |
| Кількість осіб: | 587  | 623     | 615     | 533      |
| Різниця:        |      | +6,13 % | -1,28 % | -13,33 % |

| Рік:            | 2022 | 2023    |
| --------------- | ---- | ------- |
| Кількість осіб: | 534  | 533     |
| Різниця:        |      | -0,18 % |

У селі проживає 610 осіб.
Національний склад населення (за даними останнього перепису населення — 2001 року):
- словаки — 99,35 %,
- русини — 0,33 %.

Склад населення за приналежністю до релігії станом на 2001 рік:
- римо-католики — 95,61 %,
- греко-католики — 3,25 %,
- протестанти — 0,16 %,
- православні — 0,16 %,
- не вважають себе вірянами або не належать до жодної вищезгаданої конфесії — 0,81 %.